# Lichawa-Kolonia
Lichawa-Kolonia – kolonia w Polsce położona w województwie łódzkim, w powiecie zduńskowolskim, w gminie Szadek.
W latach 1975–1998 miejscowość należała administracyjnie do województwa sieradzkiego.